# Píib

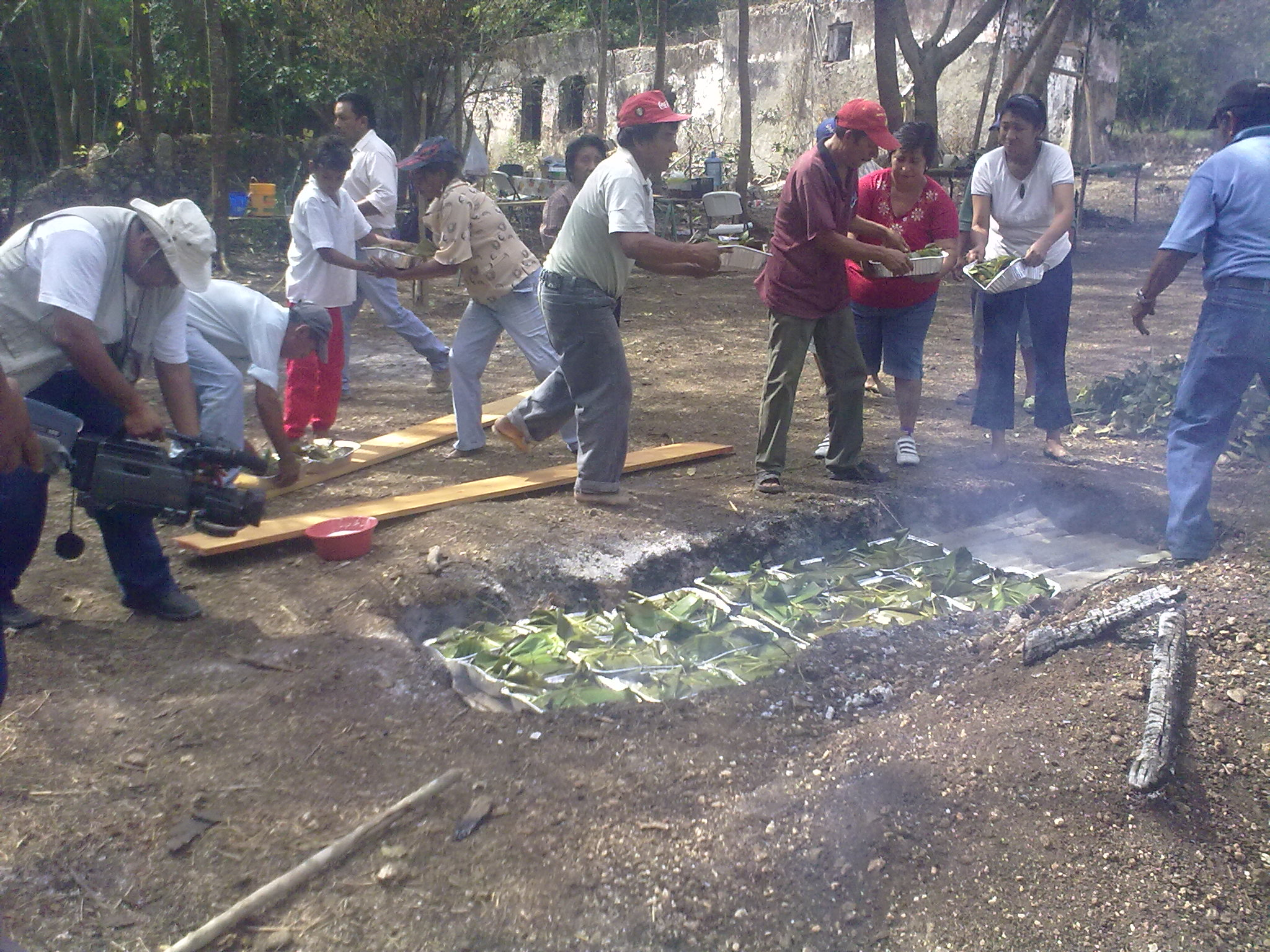
Enterrando los pibipollos, en Campeche.

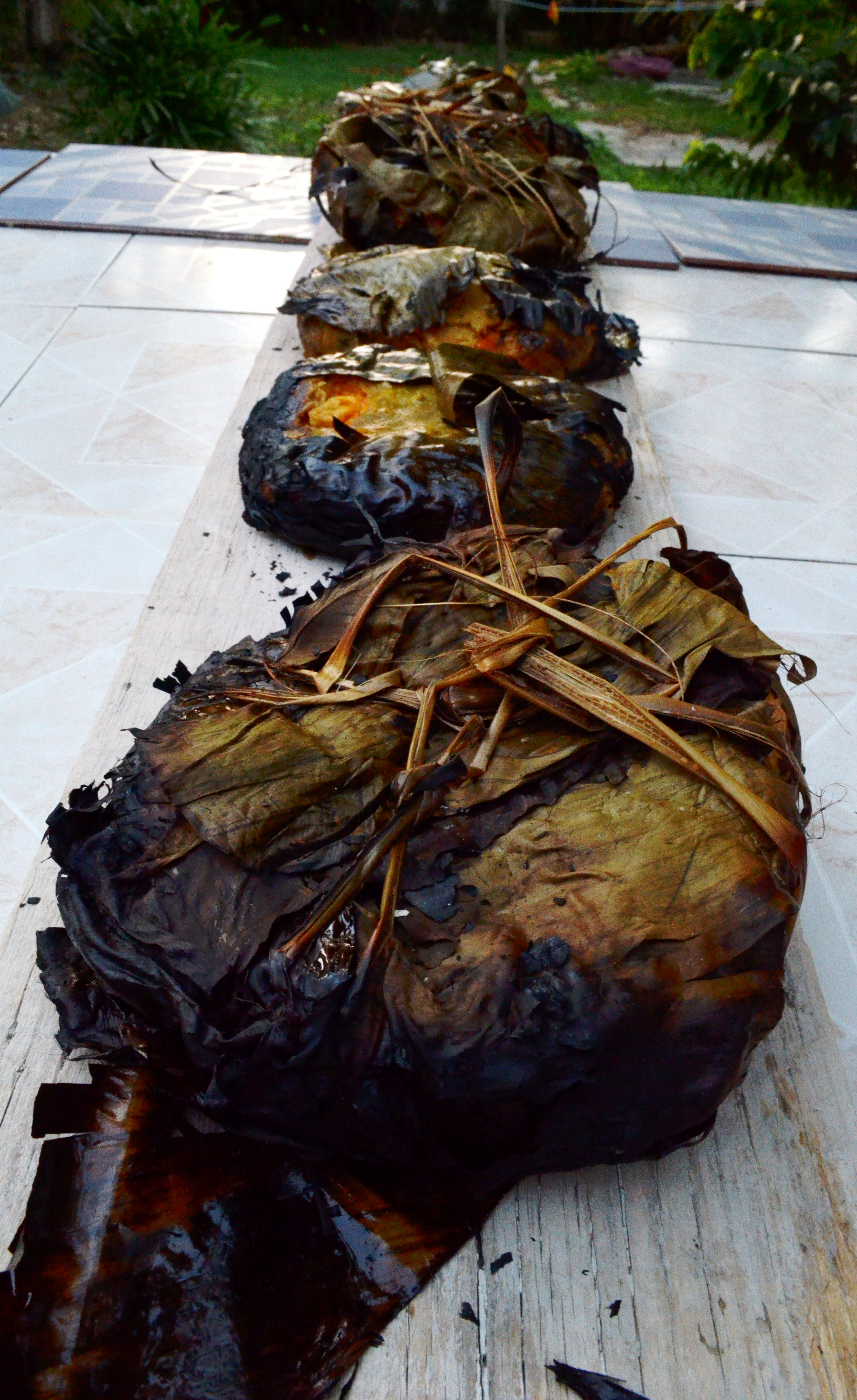
Chachak waaj (tamal pibil) recién sacado del píib para Janal Pixán

El pib, en maya yucateco píib, es un horno de tierra típico de la península de Yucatán, en México. Esta técnica de origen prehispánico consiste en excavar un hoyo, encender un fogón con leña y piedras, y cocinar la comida (tradicionalmente cerdo o pollo) a fuego lento, todo tapado con más tierra. En la actualidad, se ha extendido la confusión de que «pib» se refiere al tamal cocinado en el pib, pero esto es un error.
Un horno píib puede dar de comer a hasta cuarenta comensales, por lo que es típico prepararlo durante las festividades locales. Por ejemplo, en Kantunilkín, cabecera municipal de Lázaro Cárdenas, el píib se prepara para el 8 de diciembre, día de la Inmaculada Concepción, patrona del pueblo. En el pib también se hace el relleno negro para Janal Pixán, así como tamales torteados o vaporcitos.

## Terminología
En Yucatán es mayormente conocido como pib, o bien píib según la ortografía maya actual promovida por la Academia de la Lengua Maya. En ciertas regiones también pii'. El plural se forma como píibo'ob, no "pibs", y el verbo se forma como píibt (traducible como 'hacer un píib').
Los alimentos cocinados en un píib se denominan pibil. Erróneamente se piensa que «pibil» significa que incluyen recado. El sufijo -bil indica participio: pib-bil ('[cosa] asada'), muk-bil ('[cosa] enterrada'), etc. En lengua maya, se antepone al nombre del alimento, mientras que en español es al revés, por ejemplo: los mayas llaman píibi’k’éek’en a la tradicional cochinita pibil.

## Historia
El píib no aparece explicado de forma explícita en ningún códice prehispánico, sin embargo, los expertos han llegado a la conclusión de que es una técnica que ya se practicaba desde antes de la conquista. Las razones son varias; por un lado, el horno de tierra nunca ha formado parte de la tradición hispana, por lo que no pudo ser traído por los colonos. Por el otro, la práctica del horno de tierra se extiende a otros pueblos indígenas mesoamericanos. 
En el resto de México también se encuentran otras formas de hornos de tierra, como el ximbó de Hidalgo, de origen otomí, o la clásica barbacoa mexicana. Sin embargo, en ningún lugar son tan comunes como en Yucatán. Los hornos de tierra son practicados tanto por indígenas como por mestizos. Los campesinos de México asan el cordero entero, típicamente los domingos y los días festivos.
Un estudio de 2012 realizado en Xocén, dirigido por la investigadora Carmen Salazar de la UADY, reveló que los tradicionales píib'ob se preparan con animales y plantas autóctonos, lo que sugiere una continuidad de la práctica del píib que se remonta a la época precolombina. En aquella época, el horno de tierra pudo haber sido un método de conservación, más que de cocción, especialmente en las cacerías, que podía durar varios días. Además, el estudio evidencia la estrecha relación entre el píib y el kool (milpa maya), y que ambos podrían contar con la misma antigüedad (aproximadamente 3400-3000 a. C.). Otro indicio está en el hallazgo de huesos de animales de época muy antigua que no presentan rasgos de despiece y descarnamiento pero sí marcas de calor, lo cual encaja con la cocción en pib.
En el yacimiento de Palenque, Chiapas, se pueden leer escrito en varios jeroglíficos la palabra pib, aunque no para referirse particularmente al horno, sí con un significado relacionado. Por ejemplo, en uno de los templos se lee: u-pibnahil ('templo de baño de vapor'). Pib'naah quiere decir «baño de vapor».
El registro escrito más antiguo de «pib» se encuentra en el Calepino Maya de Motul (siglo XVI), un diccionario de términos mayas que lo define como «baño o temazcal en que se purificaban las parturientas o recién paridas, y el hornillo en que se asaban calabazas, carnes, etc., debajo de tierra» (sustantivo), y también como «asar debajo de tierra carne, calabazas,etc.» (verbo). En otro libro de la época, Bocabulario Maya Than, lo define de forma similar.
Más actualmente, una de los principales estudios antropo-culinarios sobre el pib contemporáneo fue en 2019, dirigido por el chef Wilson Alonzo, investigador de la cocina tradicional de la etnia maya. Este estudio se llevó a cabo en doce municipios de Yucatán.

## Técnica

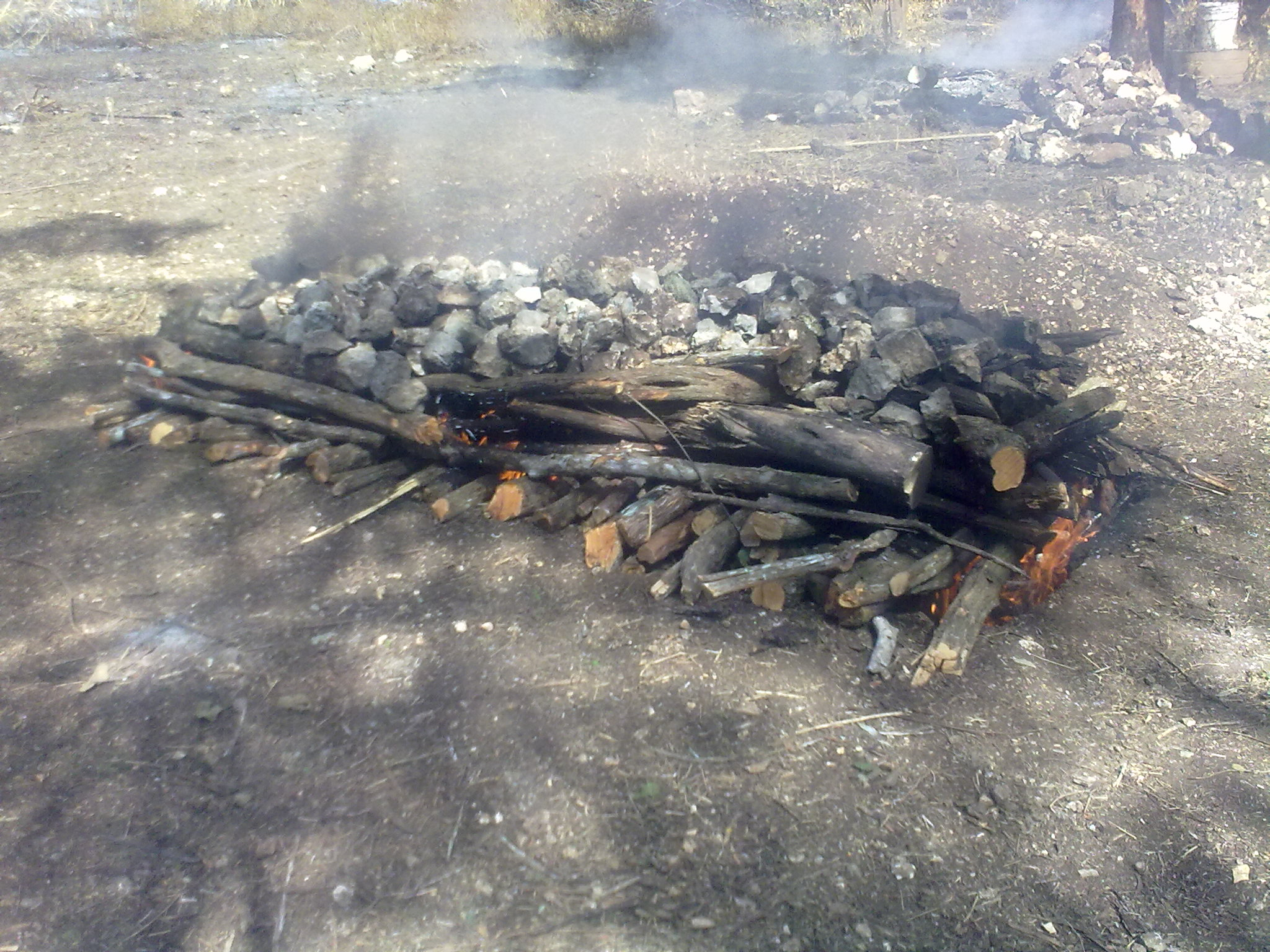
Píib.

### Tamaño y forma
El tamaño del hoyo dependerá de la cantidad de comida. Además, la técnica de preparar un píib varía de una región a otra. En el Poniente peninsular (Maxcanú, Hopelchén, etc.) se preparan píib'ob cuadrangulares, de aproximadamente 1 m por lado. En cambio, en el Sur (Peto, Tekax, etc.) y el Oriente (Valladolid, Tizimín, etc.) tienen forma rectangular alargada, ya que en él se disponen varias ollas de gran tamaño en hilera, que pueden llegar a ser hasta una docena. En la costa norte se puede encontrar el píib circular, según los lugareños, debido al fuerte viento litoral. La profundidad del píib varía notablemente entre los pocos centímetros hasta 1 m aproximadamente. 

### Preparación
El pib se prepara desde el día anterior, excavando un hoyo en tierra roja (k'an kab en maya). En las áreas costeras como el puerto de Progreso, el hoyo se cava en arena de playa. Las formas de prepararse también varían de una región a otra. En algunos sitios, se coloca, debajo de todo, hoja de palma seca (zohol) o bien hojas de periódico, para que la leña prenda más rápido. En Poniente, la madera se coloca debajo de las piedras, mientras que en el Oriente, las piedras van debajo y la madera arriba. La madera y las piedras se colocan formando una especie de pirámide.
Se necesitan piedras de tamaño medio y sobre todo que sean macizas (si'in túun), ya que retienen mejor el calor. Se comprueba si una piedra es maciza si suenan huecas cuando se chocan entre sí, por ejemplo las piedras de río. En cambio, las piedras calizas no sirven ya que se desmoronan fácil. Las piedras más grandes se reservan para píib'ob con cocciones prolongadas.
En cuanto a la leña (si' ), los árboles más típicos son el catzín, kitinché (kitam che' ), chaká (chakaj), jabín (ja'abin) o el chukum, que son maderas duras para generar una combustión duradera, o bien alguna madera aromática como roble. En el caso de las cocciones que se extienden por varias horas, se agrega tanto madera seca como verde (recién cortada), para que el carbón permanezca caliente por más tiempo. Se prende y se deja consumir toda la leña hasta hacerse carbón.

### Cocción

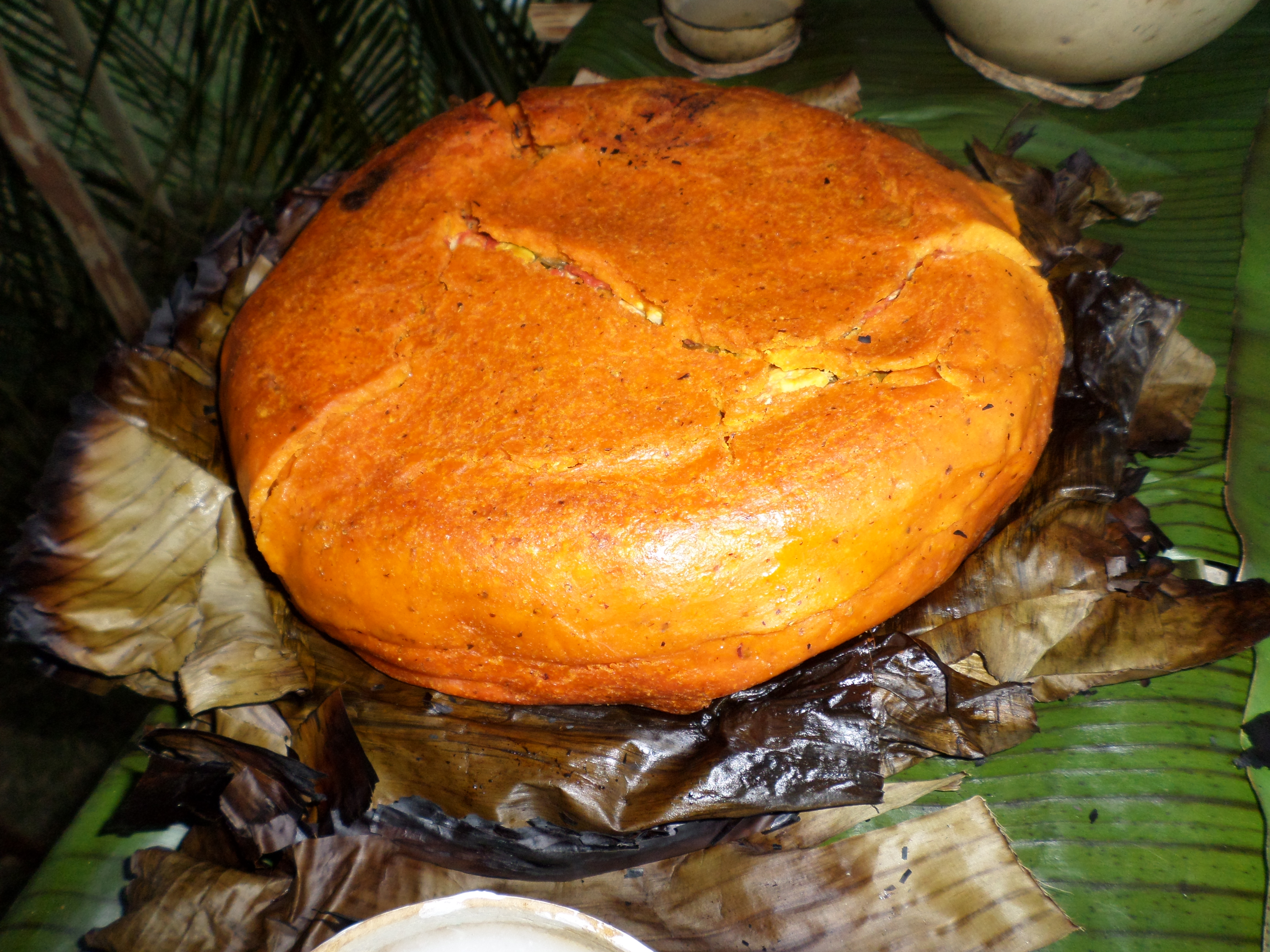
Pibil waaj.

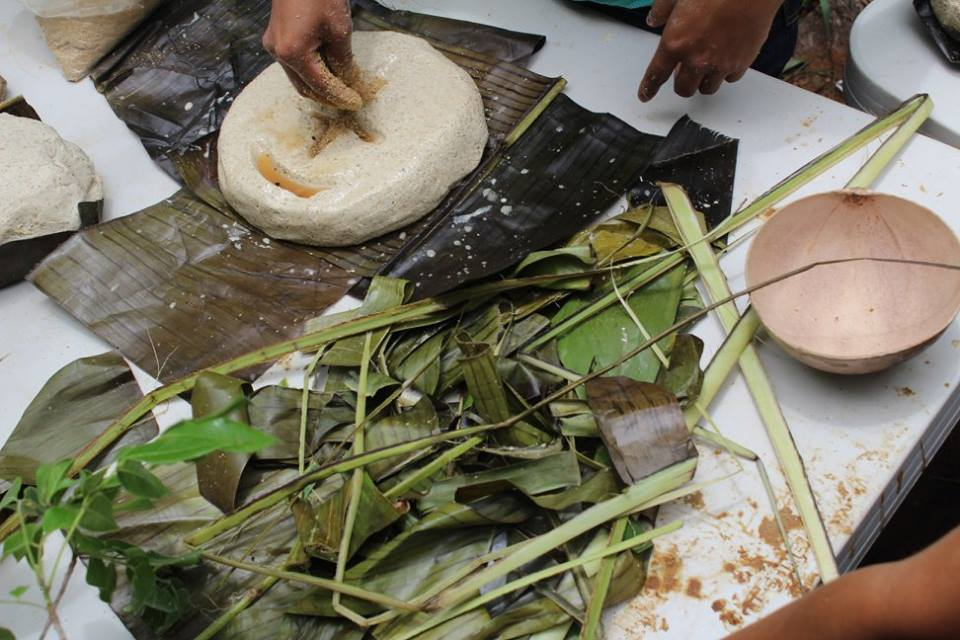
Noj waaj.

Los tiempos de cocción también varían enormemente; un pollo pibil puede necesitar hora y media, mientras que la cochinita pibil necesita de hasta 16h. Es tradición asar en el píib animales enteros. Algunos, como la cochinita, se colocan envueltos en hoja de plátano, en un refractario u olla. Los alimentos secos se colocan directamente sobre la piedra, si son guisos se colocan las ollas sobre las piedras. Ciertos platillos que se suelen cocinar en el píib son:
- Cochinita pibil
- Pibipollo, mukbil pollo o pollo pibil
- Relleno negro pibil
- Pibinales o elote pibil (píibinaal)
- Píibil k'úum ('calabaza pibil')
- Píibilwaaj, tamal de masa pibil
- Píibil yuuk ('pibil de yuk')
- Píibilwech ('pibil de huech')

Los tamales (waaj) que se cocinan en el píib son varios: chachak waaj, píibil waaj, k'axbil waaj, mukbil waaj, to'obil waaj o noj waaj. Erróneamente se los denomina pib.
El píib se vuelve a tapar con tierra no sin antes poner una capa de hojas silvestres (le' ) para mantener el vapor. Sirven muchos tipos de hoja diferentes: jabín, pixoy, palma de huano, etc. También se usa la corteza del plátano como tapa; En cambio, la hoja de plátano no es buena para tapar porque su cera o resina es inflamable. Cuando se cubre con hojas aromáticas, se aportan nuevos sabores a la comida. La cantidad de le' dependerá también de la estación del año: en temporada lluviosa, se pondrá más leña pero menos tapa, y en época de sequía, será al revés; cuanta más hoja, más vapor. Los días de lluvia es imperativo preparar el píib desde el día antes, para secar la tierra.

## Ritos asociados
Durante Janal Pixán (Día de Muertos), la comida del píib es ofrecida a las ánimas de los seres queridos. Al finalizar los días festivos se deja de usar el hoyo. Primeramente, se limpia el hoyo. En él, se coloca una cruz hecha con hojas de plátano y hojas sagradas sipiche, y se bendicen con agua. Se acaba el ritual cerrando el hoyo y rezando una comida.
Según la tradición, no todos pueden cocinar un píib; los sis-k'aab ('manos frías') son aquellas personas que no se pueden ni acercar, ya que cuando intentan ayudar, el píib se echa a perder. Las personas que se dedican a cocinar el píib se llaman j-píib (si es hombre), o x-píib (si es mujer).